# Běh na lyžích na Zimních olympijských hrách 2010
Běh na lyžích na Zimních olympijských hrách 2010 ve Vancouveru se konal v areálu Whistler Olympic Park ve Whistleru od 15. do 28. února 2010.

## Medailové pořadí zemí
| Pořadí | Země      | Zlato | Stříbro | Bronz | Celkově |
| ------ | --------- | ----- | ------- | ----- | ------- |
| 1.     | Norsko    | 5     | 2       | 2     | 9       |
| 2.     | Švédsko   | 3     | 2       | 2     | 7       |
| 3.     | Německo   | 1     | 4       | 0     | 5       |
| 4.     | Rusko     | 1     | 1       | 2     | 4       |
| 5.     | Polsko    | 1     | 1       | 1     | 3       |
| 6.     | Švýcarsko | 1     | 0       | 0     | 1       |
| 7.     | Estonsko  | 0     | 1       | 0     | 1       |
| 7.     | Itálie    | 0     | 1       | 0     | 1       |
| 9.     | Finsko    | 0     | 0       | 2     | 2       |
| 9.     | Česko     | 0     | 0       | 2     | 2       |
| 11.    | Slovinsko | 0     | 0       | 1     | 1       |
| Celkem | Celkem    | 12    | 12      | 12    | 36      |

## Medailisté

### Muži
| Disciplína        | Zlato                                                                                 | Výkon     | Stříbro                                                                                    | Výkon     | Bronz                                                                | Výkon     |
| ----------------- | ------------------------------------------------------------------------------------- | --------- | ------------------------------------------------------------------------------------------ | --------- | -------------------------------------------------------------------- | --------- |
| 15 km volně       | Dario Cologna · Švýcarsko (SUI)                                                       | 33:36,3   | Pietro Piller Cottrer · Itálie (ITA)                                                       | 34:00,9   | Lukáš Bauer · Česko (CZE)                                            | 34:12,0   |
| 50 km klasicky    | Petter Northug · Norsko (NOR)                                                         | 2:05:35,5 | Axel Teichmann · Německo (GER)                                                             | 2:05:35,8 | Johan Olsson · Švédsko (SWE)                                         | 2:05:36,5 |
| skiatlon          | Marcus Hellner · Švédsko (SWE)                                                        | 1:15:11,4 | Tobias Angerer · Německo (GER)                                                             | 1:15:13,5 | Johan Olsson · Švédsko (SWE)                                         | 1:15:14,2 |
| štafeta 4 × 10 km | Švédsko (SWE) · Daniel Richardsson · Johan Olsson · Anders Södergren · Marcus Hellner | 1:45:05.4 | Norsko (NOR) · Martin Johnsrud Sundby · Odd-Bjørn Hjelmeset · Lars Berger · Petter Northug | 1:45:21,3 | Česko (CZE) · Martin Jakš · Lukáš Bauer · Jiří Magál · Martin Koukal | 1:45:21.9 |
| sprint            | Nikita Krjukov · Rusko (RUS)                                                          | 3:36,3    | Alexander Panžinskij · Rusko (RUS)                                                         | 3:36,3    | Petter Northug · Norsko (NOR)                                        | 3:45,5    |
| sprint dvojic     | Norsko · Øystein Pettersen · Petter Northug                                           | 19:01,0   | Německo · Tim Tscharnke · Axel Teichmann                                                   | 19:02,3   | Rusko · Nikolaj Morilov · Alexej Pětuchov                            | 19:02,5   |

### Ženy
| Disciplína       | Zlato                                                                                                 | Výkon     | Stříbro                                                                                                  | Výkon     | Bronz                                                                                               | Výkon     |
| ---------------- | --- | --------- | --- | --------- | --------------------------------------------------------------------------------------------------- | --------- |
| 10 km volně      | Charlotte Kallaová · Švédsko (SWE)                                                                    | 24:58,4   | Kristina Šmigunová-Vähiová · Estonsko (EST)                                                              | 25:05,0   | Marit Bjørgenová · Norsko (NOR)                                                                     | 25:14,3   |
| 30 km klasicky   | Justyna Kowalczyková · Polsko (POL)                                                                   | 1:30:33,7 | Marit Bjørgenová · Norsko (NOR)                                                                          | 1:30:34,0 | Aino-Kaisa Saarinenová · Finsko (FIN)                                                               | 1:31:38,7 |
| skiatlon         | Marit Bjørgenová · Norsko (NOR)                                                                       | 39:58,1   | Anna Haagová · Švédsko (SWE)                                                                             | 40:07,0   | Justyna Kowalczyková · Polsko (POL)                                                                 | 40:07,4   |
| štafeta 4 × 5 km | Norsko (NOR) · Vibeke Skofterudová · Therese Johaugová · Kristin Størmer Steiraová · Marit Bjørgenová | 55:19,5   | Německo (GER) · Katrin Zellerová · Evi Sachenbacherová-Stehleová · Miriam Gössnerová · Claudia Nystadová | 55:44,1   | Finsko (FIN) · Pirjo Muranen · Virpi Kuitunenová · Riitta-Liisa Roponenová · Aino-Kaisa Saarinenová | 55:49,9   |
| sprint           | Marit Bjørgenová · Norsko (NOR)                                                                       | 3:39,2    | Justyna Kowalczyková · Polsko (POL)                                                                      | 3:40,3    | Petra Majdičová · Slovinsko (SLO)                                                                   | 3:41,0    |
| sprint dvojic    | Německo (GER) · Evi Sachenbacherová-Stehleová · Claudia Nystadová                                     | 18:03,7   | Švédsko (SWE) · Charlotte Kallaová · Anna Haagová                                                        | 18:04,3   | Rusko (RUS) · Irina Chasova · Natalja Korosteljova                                                  | 18:07,7   |